# Kaszab Miklós
Kaszab Miklós, születési és 1886-ig használt nevén Kohn Miklós (Rákoskeresztúr, 1882. április 7. – New York, 1956. január 7.) építész.

## Életpályája
Kaszab Soma (1858–1909) vállalkozó és Spitzer Laura (1858–1934) fiaként született zsidó családban. Nagybátyjai Kaszab Aladár (1868–1929) gyáros, a Pesti Izraelita Hitközség elnöke, Kaszab Géza (1883–1922) bankigazgató, újságíró és nagynénje Kaszab Ilona (1874–1954) költő.
A Budapesti VI. Kerületi Állami Főreáliskolában érettségizett (1899). Felsőfokú tanulmányait a József Műegyetemen végezte, ahol 1904-ben nyerte el építészi oklevelét. Ezután Párizsban, Londonban és Münchenben működött. Számos budapesti lakóházat tervezett és több pályadíj nyertese volt. Egyik legelső művelője a magyar népies építőművészeti iránynak. 1907-től tagja volt a Hajnal szabadkőműves páholynak, illetve 1911 áprilisában többekkel együtt részt vett a Sas páholy megalapításban.
1911-ben első felesége, Telkes Ilona megbetegedett és orvosa tanácsára édesanyjához, a nicaraguai Bluefieldsbe utazott két fiával. Miklós is szeretett volna később csatlakozni hozzájuk, azonban az első világháború kitörése meghiúsította tervét. A Tanácsköztársaság idején a kommunista vezetés elkobozta műtermét, s csak állami munkákat vállalhatott. Barátai segítségével három csomagtartónyi értékes műalkotást bepakolt egy autóba, és Bécsbe utazott. A következő időszakot azzal töltötte, hogy elegendő pénzt gyűjtsön az amerikai utazáshoz. 1921 áprilisában ismét találkozott családjával, akikről korábban azt a hírt kapta, hogy életüket vesztették egy hajótörésben. A következő évben felesége benyújtotta a válókeresetet, ezért Miklós visszatért New Yorkba. Később fiai is csatlakoztak hozzá. 
Az 1920-as évektől nagyobb New York-i cégek főtervezőjeként dolgozott. 1935-ben kérelmezte az amerikai állampolgárságot. Ekkor Manhattanben, a West 85th Street 151. szám alatt élt.

## Családja
Első felesége Telkes Ilona (1885–1931) volt, Telkes Simon miniszteri főszámtanácsos és Szonnert Mária lánya. Második házastársa, akit 1934. március 24-én Manhattanben vett feleségül, a temesvári születésű Gáldonyi Mária Terézia volt.
Gyermekei:
- Kaszab Máté István (1905–1943)
- Kaszab Tibor Ernő (1907–?)

## Munkái
- Lakóház, Budapest, 12. kerület, Csaba utca 7.